# Białołęka (województwo dolnośląskie)
Białołęka (niem. Weißholz) – wieś w Polsce położona w województwie dolnośląskim, w powiecie głogowskim, w gminie Pęcław.

## Podział administracyjny
W latach 1945–54 siedziba gminy Białołęka. W latach 1975–1998 miejscowość administracyjnie należała do województwa legnickiego.

## Zabytki
Do wojewódzkiego rejestru zabytków wpisane są obiekty:
- kościół parafialny pw. Matki Bożej Bolesnej, z 1840 r.
- cmentarz przy kościele, z XVIII w.
- zespół pałacowy:
  - pałac, z drugiej połowy XIX w.
  - park, z końca XIX w.